# Boloria pales
Boloria pales là một loài bướm ngày thuộc họ Nymphalidae. Nó được tìm thấy ở núi Cantabria và Pyrenees qua Anpơ và dãy núi Apennine phía đông đến Balkan, dãy núi Carpathian, Kavkaz và miền trung châu Á tới miền tây Trung Quốc.

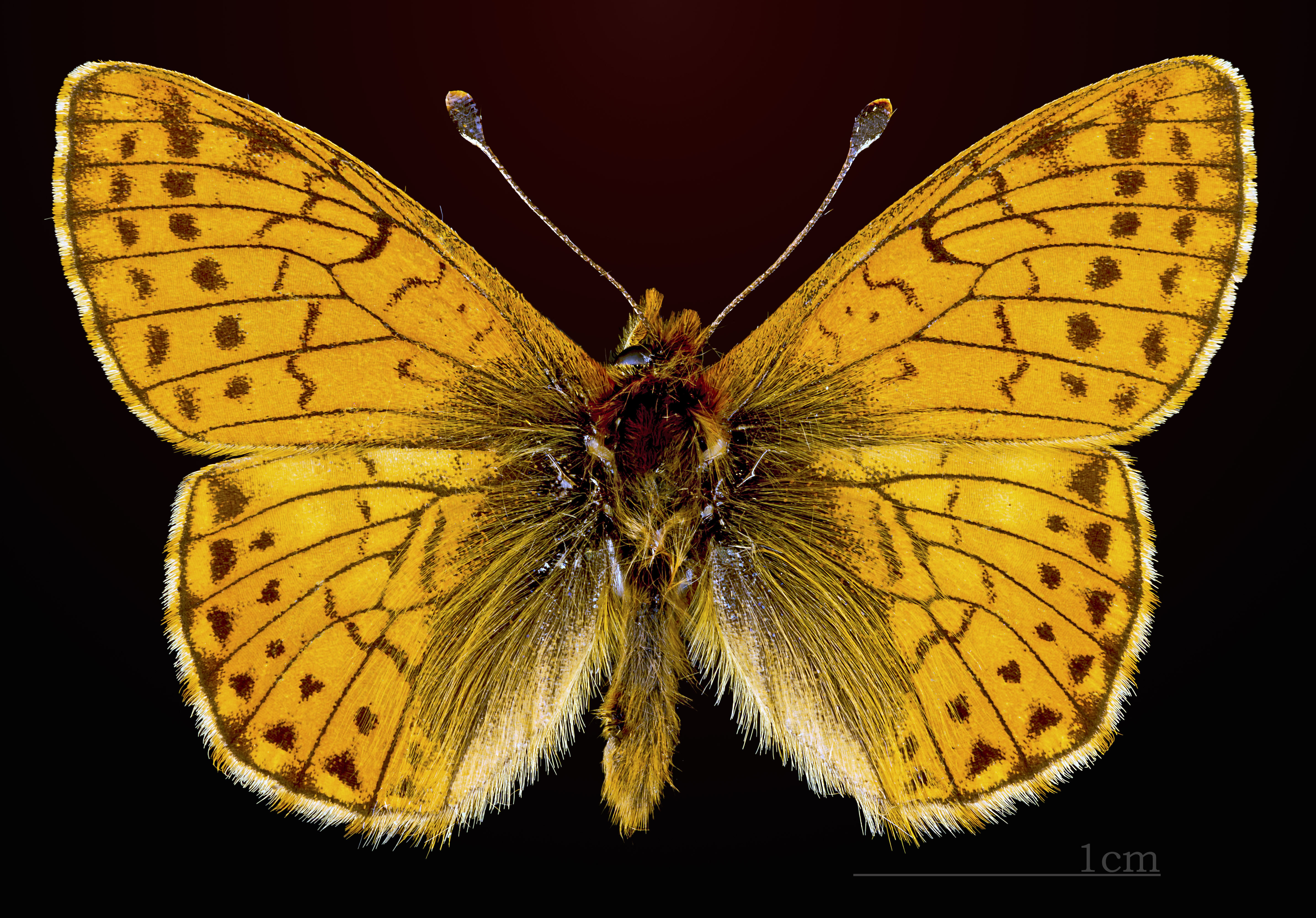
Boloria pales pales
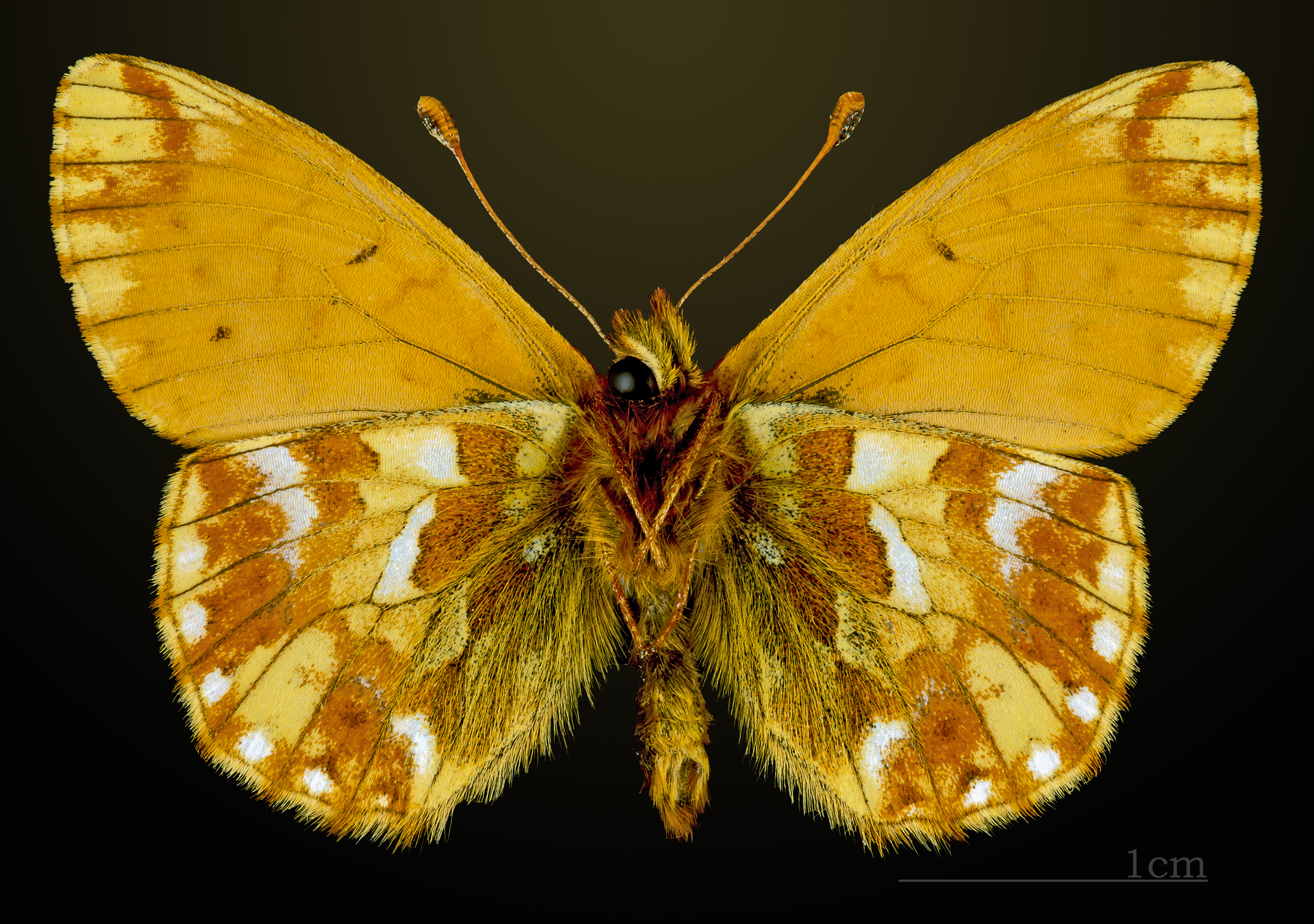
△ Boloria pales pales
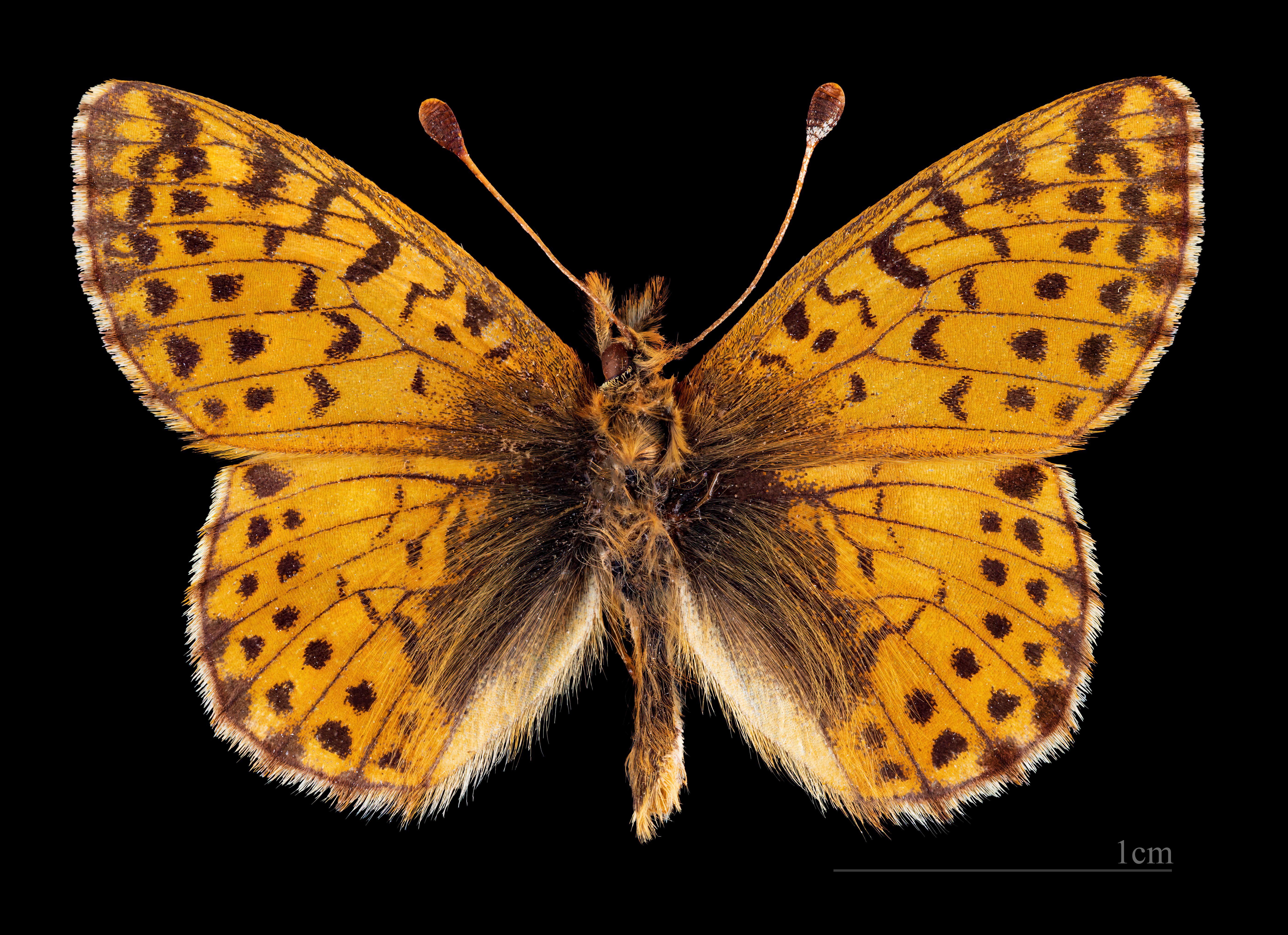
Boloria pales palustris
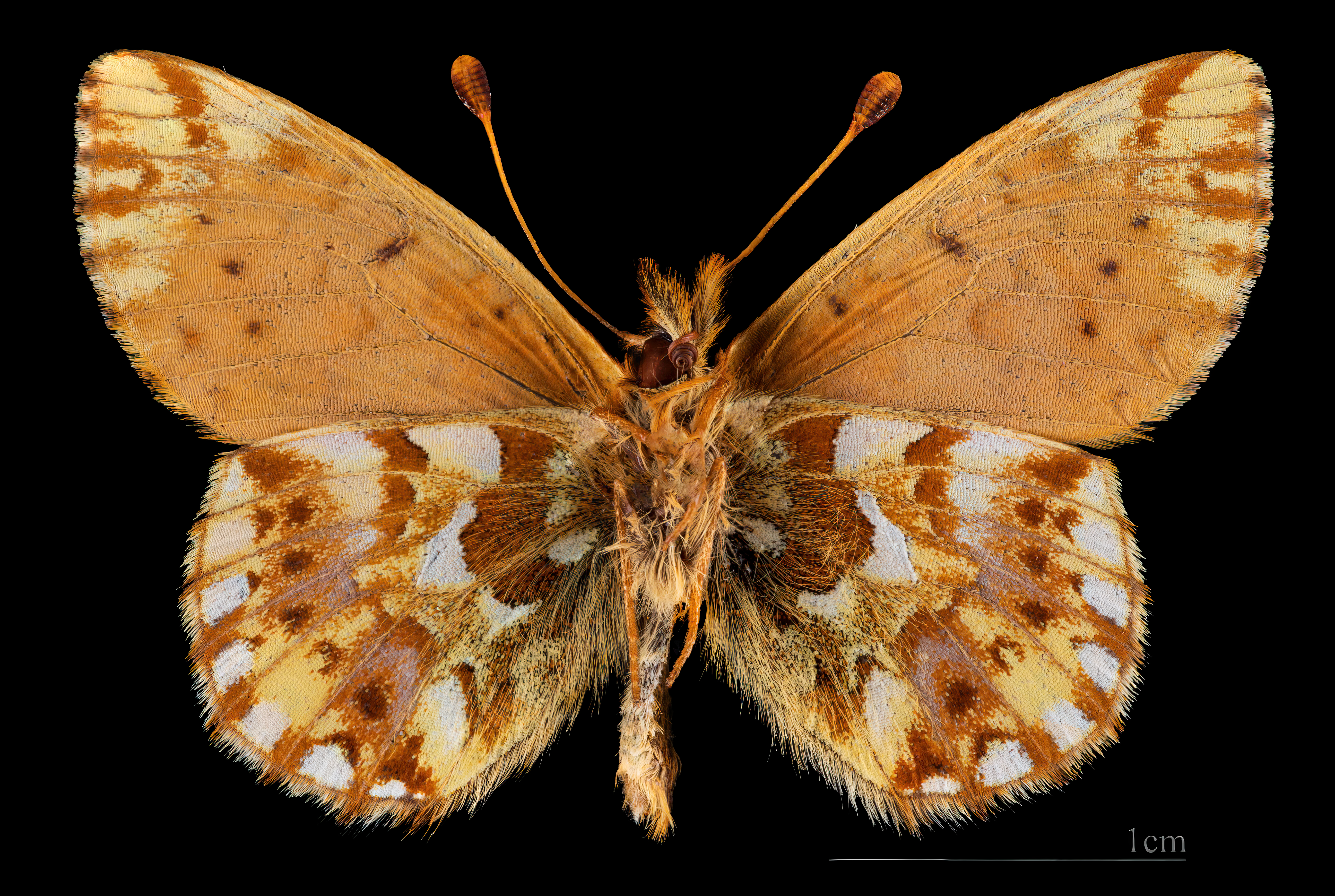
△  Boloria pales palustris
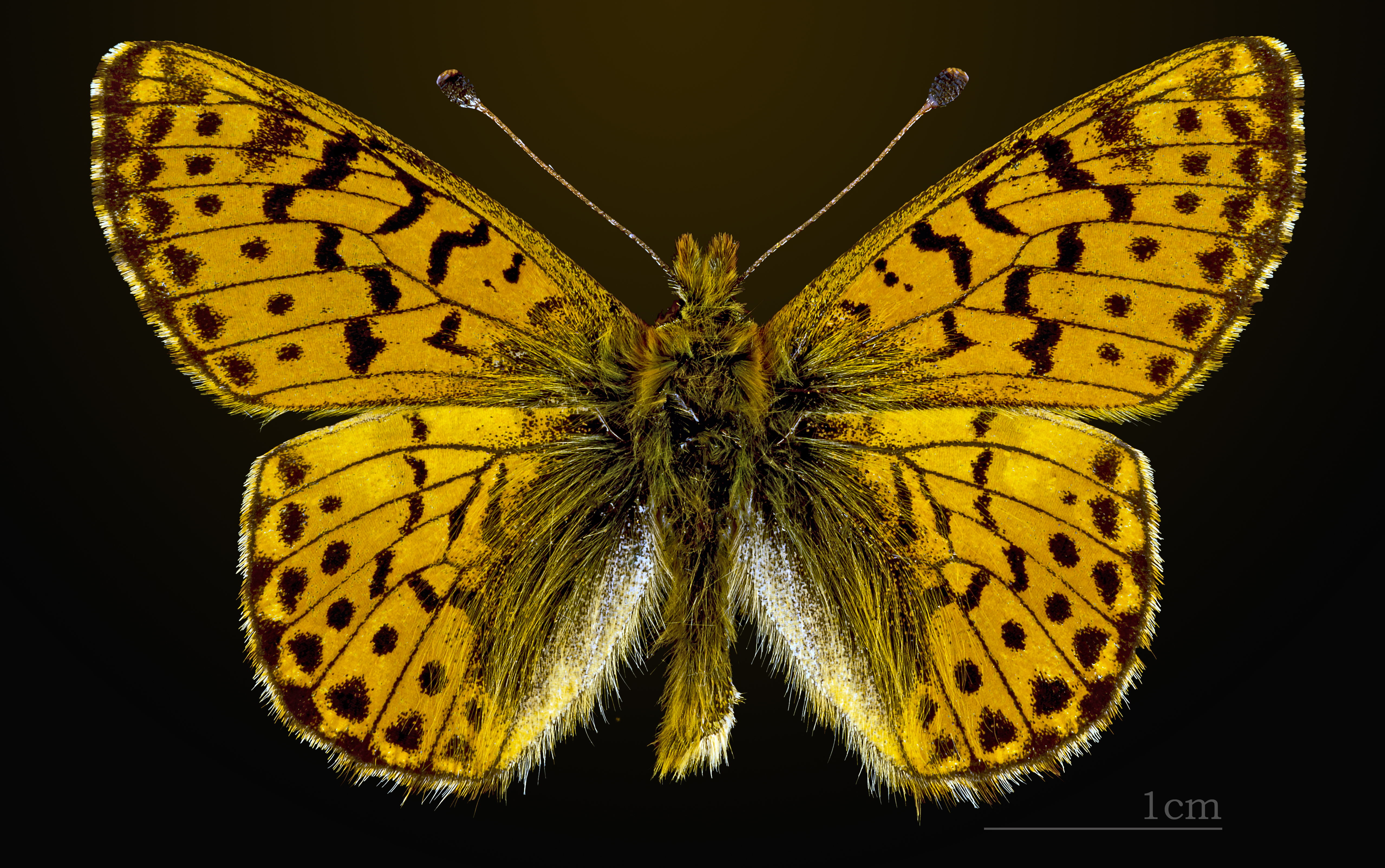
Boloria pales pyrenesmiscens
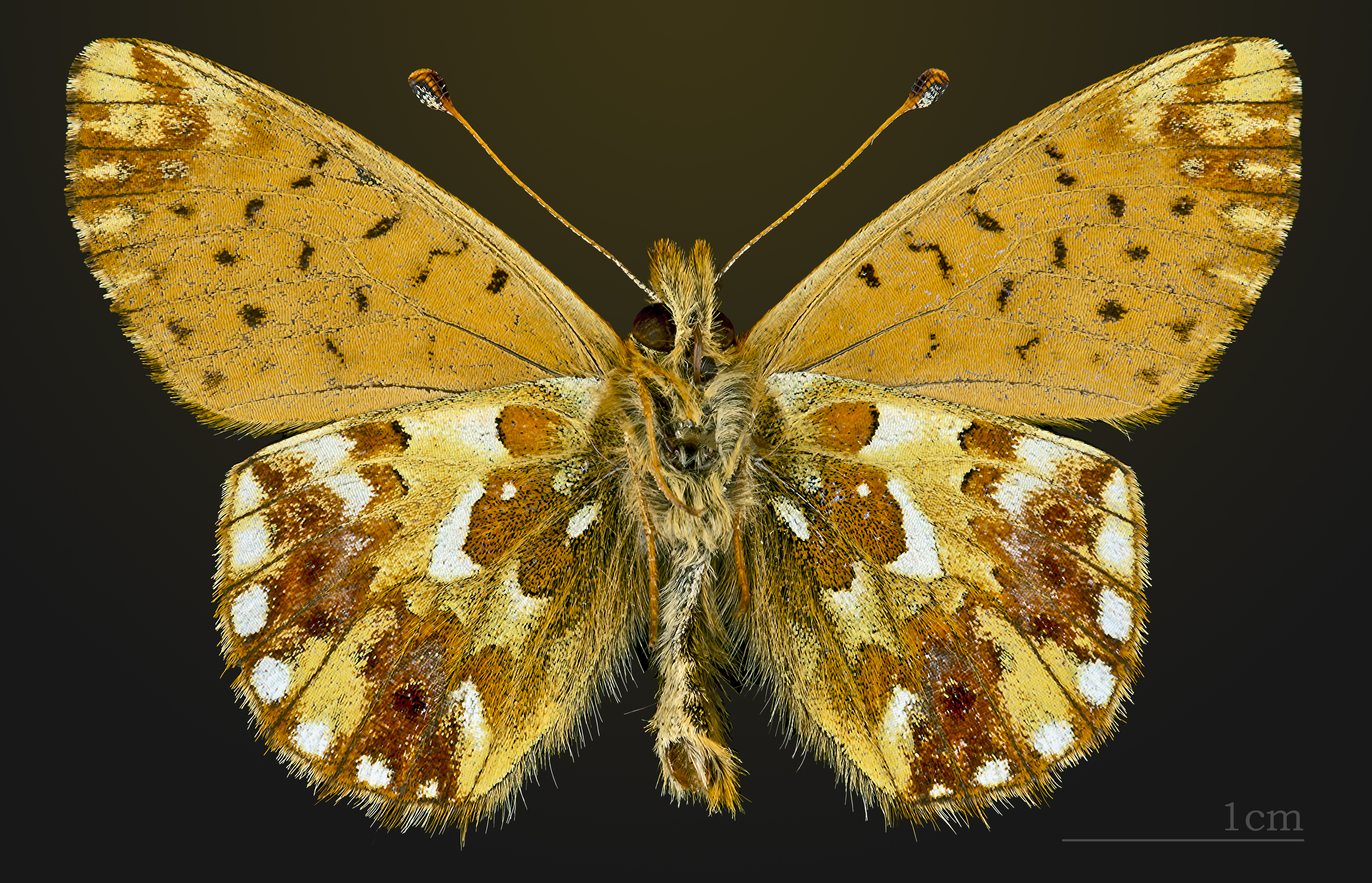
△ Boloria pales pyrenesmiscens

Sải cánh dài 25–30 mm. Con trưởng thành bay từ tháng 6 đến tháng 8 tùy theo địa điểm. Có một lứa một năm.
Ấu trùng ăn các loài low growing plants, but prefer Viola khác nhau.